# Frederick George Miles
Frederick George Miles (* 22. März 1903 in Worthing, Sussex; † 15. August 1976 ebenda) war ein britischer Flugzeugkonstrukteur, der zahlreiche zivile und militärische Kleinflugzeuge sowie eine Reihe von Prototypen entwarf und baute.

## Frühe Jahre
Miles wurde am 22. März 1903 in Worthing in Sussex als ältester von vier Söhnen des Wäschereibetreibers Frederick Gaston Miles und seiner Frau Esther geboren. Bei der Volkszählung im Jahr 1901 wurde Miles Vater noch als 25-jähriger Lagerarbeiter einer Wäscherei registriert. Bei der darauffolgenden Zählung im Jahr 1911 war er bereits Besitzer der Wäscherei, die bis in die 1970er-Jahre in Betrieb war. Miles Vater war ein erfolgreicher Geschäftsmann, der das frühe Interesse seines Sohnes an der Luftfahrt fördern konnte.
Miles brach im Jahr 1916 die Schule ab und eröffnete einen Motorradverleih. Bald erwachte sein Interesse an Flugzeugen und im Jahr 1922 baute er zusammen mit seinem Bruder George und einigen Freunden einen kleinen Doppeldecker mit dem Namen Gnat, der jedoch nie flog.
Miles überredete den Flugpionier Cecil Pashley zu einer Partnerschaft in der aufkommenden Luftfahrtindustrie und lernte bei ihm das Fliegen auf seiner Avro 504K am Shoreham Airport. Die Partnerschaft zwischen Pashley und Miles führte im Mai 1927 zur Eröffnung der Gnat Aeroplane Co., einer Flugschule, die ebenfalls Rundflüge anbot. Das Unternehmen wurde offiziell als Gnat Aero Company, Ltd. mit einem Kapital von 1500 Pfund Sterling gegründet.
Die ersten Geschäftsführer waren Frederick George Miles, Cecil Pashley und F. Gaston Miles. Das Unternehmen bot bald auch Flugzeugreparaturen an und wurde in den Southern Aero Club und die Southern Aircraft aufgeteilt. Eines der Flugzeuge, die Miles kaufte, war eine Avro Baby, das er zur Southern Martlet weiterentwickelte. Später kam Magnus Herman Volk, der älteste Sohn von Magnus Volk als Geschäftsführer zum Unternehmen.

## Privatleben
Im Jahr 1930 plante Miles, nach Südafrika zu emigrieren, um sich aus Schwierigkeiten zu befreien, in die er aufgrund einer Affäre mit einer Flugschülerin geraten war. Er kehrte jedoch ein Jahr später zurück und heiratete seine ehemalige Schülerin Maxine Freeman-Thomas. Blossom, wie Maxine genannt wurde, war die Tochter des Schauspielers Sir Johnston Forbes-Robertson. Sie war Pilotin, Konstrukteurin, Technische Zeichnerin, Aerodynamikerin, Ingenieurin und Geschäftsführerin eines Industriebetriebs. Sie überwachte den Aufbau der Miles Technical School.
Miles und Blossom wohnten im Cudlow House in Rustington, das James Matthew Barrie zu seinen Geschichten über Peter Pan inspirierte.

## Phillips and Powis

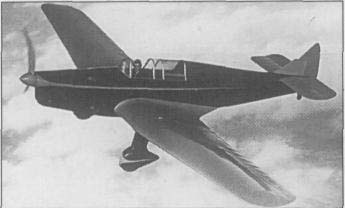
Charles Lindberghs Miles Mohawk

Zusammen entwickelten Miles und seiner Frau im Jahr 1932 die Miles M1 Satyr. Der einsitzige Doppeldecker wurde von George Parnall & Co in Yate gebaut.
Im gleichen Jahr lernte Miles Charles Powis kennen. Powis war Maschinenbauingenieur und Besitzer des Flugzeugherstellers Phillips and Powis, die auf dem Woodley Aerodrome in Woodley in der Nähe von Reading angesiedelt war.
Miles willigte ein, ein günstiges, aber moderne Leichtflugzeug – die Miles Hawk – zu entwickeln, die von Phillips and Powis in Woodley gebaut wurde. Die Hawk verkaufte sich gut und Miles trat als technischer Leiter und Chefkonstrukteur in das Unternehmen ein. Sein Bruder George arbeitete als Testpilot und Leiter der Motorenentwicklung für Phillips and Powis. Weitere erfolgreiche Konstruktionen inklusive einer Spezialanfertigung für Charles Lindbergh – die Miles Mohawk – folgten.
1935 wurde Phillips and Powis in eine Aktiengesellschaft mit Rolls-Royce als einem der Hauptaktionäre umgewandelt. Miles wurde Vorstandsvorsitzender und Geschäftsführer und sein Bruder George technischer Leiter und Chefkonstrukteur. Durch den Ausbau der Royal Air Force erhielt das Unternehmen im Jahr 1937 einen Auftrag im Wert von zwei Millionen Pfund Sterling für den Bau des Schulflugzeugs Miles Magister. Ein weiterer Auftrag über 900 Einheiten des Musters Master I folgte im Jahr 1938. Danach erhielt das Unternehmen noch Aufträge für 2402 Maschinen des Typs Master II und III sowie für 1789 Maschinen vom Typ Martinet and Queen Martinet, die hauptsächlich für die Royal Air Force gebaut wurden. Einige Exemplare wurden auch an die Royal Navy geliefert und ins Ausland exportiert.

### Flugzeugmotoren
In den späten 1930er-Jahren konstruierte C. F. Caunter einen leichten Zweitaktflugzeugmotor mit einer Nennleistung von 60 PS (44 kW). Miles baute einen Prototyp dieses Triebwerks und führte erfolgreiche Tests auf dem Woodley Aerodrome durch. Nach dem Beginn des Zweiten Weltkriegs musste Phillips and Powis jedoch seine gesamte Aufmerksamkeit dem Bau von Flugzeugen zuwenden und Caunter verkaufte seine Konstruktion schließlich an die Alvis Car and Engineering Company.

## Miles Aircraft

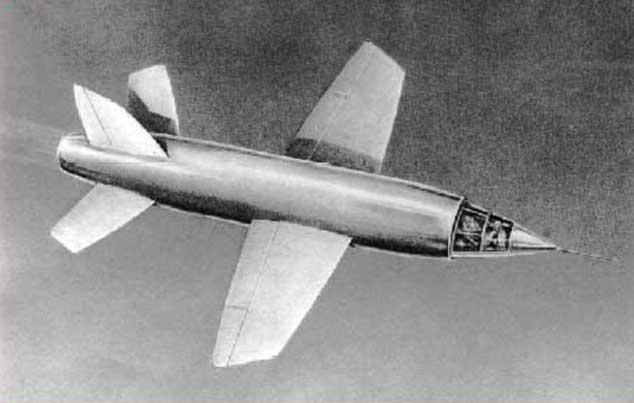
Miles M.52

Als Rolls-Royce das Interesse an Phillips and Powis verlor, kaufte Miles im Jahr 1941 die Anteile und übernahm die Kontrolle über das Unternehmen, das er 1943 in Miles Aircraft Limited umbenannte. Des Weiteren eröffneten Miles und seine Frau die Miles Aeronautical School, um Techniker und Technische Zeichner auszubilden. Miles Auszubildende entwickelten ein Flugwerk, das als Miles Venture bekannt wurde.
Im Jahr 1943 erfuhr Miles von einem Kugelschreiberprototypen, der von László Bíró entwickelt worden war und bot an, den Stift für die Royal Air Force zu produzieren. Das Ministerium war skeptisch, dass diese Produktion Miles vom Bau von Flugzeugen ablenken könnte, aber Miles überredete die Regierung schließlich, den Biro von siebzehn ungelernten Hilfsarbeiterinnen produzieren zu lassen. Der Biro wurde so zum ersten kommerziell erfolgreichen Kugelschreiber der Welt. Nach dem Ende des Zweiten Weltkriegs wurde die Biro-Fabrik in Reading mit 700 Mitarbeitern zur Miles Martin Pen Company und der Biro wurde an die breite Öffentlichkeit verkauft.
Zusammen mit seinem Bruder entwickelte Miles ein Konzept für ein Überschallflugzeug – die M.52 – das von dem damals geheimen, von Frank Whittle erfundenen Strahltriebwerk angetrieben werden sollte. 1946 wurde der entsprechende Vertrag mit der Regierung storniert und das Programm beendet. Die bis dahin gewonnenen Daten wurden an das National Advisory Committee for Aeronautics übergeben, das zu dieser Zeit ebenfalls an der Konstruktion eines Überschalljets arbeitete.
Im Jahr 1948 führten Probleme bei der Rückkehr zur Produktion ziviler Flugzeuge zum Zusammenbruch von Miles Aircraft. Am 21. März 1950 führte eine Untersuchung des Board of Trade zu einer Anklage gegen Miles und den ehemaligen Finanzbuchhalter von Miles Aircraft Sir William Mount wegen falscher Angaben in einem Emissionsprospekt zum Bau der Aerovan, der Merchantman und anderer Flugzeuge. Das Gericht legte daraufhin eine Kaution von je 500 Pfund Sterling fest. Beide Männer wurden schließlich freigesprochen.

## F.G. Miles Limited
Unbeeindruckt vom Zusammenbruch seines Unternehmens gründete Miles im Jahr 1949 unter dem Namen F.G. Miles Ltd in Redhill ein neues Unternehmen, das 1952 zurück nach Shoreham zog. 1961 wurde das Unternehmen Teil der neugegründeten Beagle Aircraft. Miles wurde Vizevorsitzender und sein Bruder Chefkonstrukteur. Beagle Aircraft geriet 1969 in finanzielle Schwierigkeiten und wurde 1970 aufgelöst.
F. G. Miles führte mit seinen Tochtergesellschaften das Geschäfts mit Flugsimulatoren, Flugzeugzellen und anderen Luftfahrtprojekten fort. Im Jahr 1975 übernahm Hunting plc die Kontrolle über F. G. Miles und dessen Tochtergesellschaften. Das Unternehmen wurde in Hunting Hivolt umbenannt und Miles Sohn Jeremy wurde Aufsichtsratsmitglied.
Miles starb am 15. August 1976 in Worthing in Sussex.